# 傑爾曼敦 (伊利諾伊州)
傑爾曼敦（英語：Germantown）是位於美國伊利諾伊州克林頓縣的一個村落。

## 地理
傑爾曼敦的座標為38°33′15″N 89°32′22″W / 38.55417°N 89.53944°W，而該地最高點為海拔高度131米（即430英尺）。

## 人口
根據2010年美國人口普查的數據，傑爾曼敦的面積為2.62平方千米，當中陸地面積為2.62平方千米，而水域面積為0.00平方千米。當地共有人口1269人，而人口密度為每平方千米484人。